# ديفيد بي. بروستر
ديفيد بي. بروستر هو محامي وقاضي وسياسي أمريكي، ولد في 15 يونيو 1801 في القاهرة في الولايات المتحدة، وتوفي في 20 فبراير 1876 في أوسويغو في الولايات المتحدة. نشط حزبياً في الحزب الديمقراطي. وقد انتخب عضو مجلس النواب الأمريكي ‏.